# Sơn Đoòng
Sơn Đoòng (wiet. Hang Sơn Đoòng) – wietnamska jaskinia w prowincji Quảng Bình (Park Narodowy Phong Nha-Kẻ Bàng). Sơn Đoòng znajduje się w odległości 55 km na północny zachód od Đồng Hới i ok. 450 km na południe od Hanoi, blisko granicy z Laosem. Jaskinia ta jest uznawana za największą pod względem kubatury z dotychczas odkrytych na świecie.
Jaskinia ma około 9 km długości i kubaturę 38,5 mln metrów sześciennych. Największa z sal mierzy ponad 5 km długości, 200 m wysokości i 150 m szerokości, jej dnem płynie podziemna rzeka. Tam, gdzie skała wapienna była słaba, sklepienie jaskini zapadło się, tworząc wielkie prześwity, przez które wpada światło słoneczne. Odkrył ją miejscowy rolnik nazwiskiem Ho-Khanh, który znalazł wejście do niej w 1991 roku, jednak eksplorację podziemi podjęli dopiero w kwietniu 2009 r. speleolodzy brytyjscy.
Władze wietnamskie wprowadziły restrykcyjne ograniczenia w zwiedzaniu jaskini, obowiązujące od 2017 r. Zwiedzać ją można jedynie w zorganizowanych, maksymalnie 10-osobowych grupach pod opieką miejscowych przewodników i strażników parku narodowego. Wyłączność na organizowanie wycieczek do jaskini ma firma Oxalis Adventure Tours. Uczestnictwo w ekspedycji kosztuje 3 tys. $ od osoby. W 2017 roku odwiedziło ją nie więcej niż 800 osób.
W kwietniu 2019 r. trójka  brytyjskich nurków podczas eksploracji jaskini odkryła nowy podwodny tunel, łączący prawdopodobnie Sơn Đoòng z inną wielką jaskinią, zwaną Hang Thung. Nurkowie zeszli na razie tunelem tylko na głębokość 78 z szacowanych ok. 120 m. Gdy połączenie obu jaskiń zostanie udowodnione, kubatura Sơn Đoòng powiększy się o ok. 1,6 mln metrów sześciennych.